# Bischofsmais
Bischofsmais è un comune tedesco di 3 219 abitanti, situato nel land della Baviera.